# 鈴木敏恵
鈴木敏恵（すずき としえ）は、一級建築士・シンクタンク未来教育ビジョン代表、国立大学法人北海道教育大学[教員養成課程「教職論」Project Based Learning]特別講師(2023)、教育クリエータ（Architect/設計思想）。「意志ある学び」を理念に、現実と対座し自ら考え行動できる力、AI時代－新たな価値創造を実現する次世代教育構想、設計などを全国で実施。
公職歴：内閣府中央防災会議専門委員（避難／人材育成）、千葉大学教育学部特命教授、東北大学非常勤講師・日本赤十字東北看護大学大学院非常勤講師、放送大学非常勤講師（専門：心理と教育）
建築家として未来型の学校の設計を行うとともに、21世紀の新しい教育未来教育プロジェクト学習やポートフォリオ評価などを構想、提唱し自らも実践。
教育界、医学界、消防士など高度専門職の領域でアドバイザー、人材育成、コーチとして活躍。自治体や大学などにおいてプロジェクト手法やポートフォリオ評価などの全体構想コンサルタントも行う。

## 来歴
- 1995年8月　視察/「欧州教育事情とその施設調査訪問」ースペイン「マドリッド市立大学」「市立中小高校」、バルセロナ「磯崎新設計パビリオン」「ペテルブルグ国立工科大学」、イスタンブール「イルディズ技術大学」「 ガウディ大聖堂」、イスタンブール「マルマラ大学」「ペテルブルグ国立工科大学」、西ドイツフランクフルト「日本人国際学校」ほか。
- 1999年〜2000年　視察/アメリカ合衆国ミネソタ州・カリフォルニア州シリコンバレー、アラスカ（サンドレイク小学校）ほか教育施設・遠隔教育の現状。
- 2005年　9月と12月に教育先進国フィンランド視察。近年、看護教育界での導入支援が目覚ましい教職員研修、大学FD構想、新人研修、指導者育成、キャリアデザインを目的とする人材育成などを行う。
- 2005年～2015年　文部科学省ものづくり日本大賞青少年部門選考委員。[3][4]
- 2010年～2011年　文部科学省「確かな学力の育成に係る実践的調査研究」事業にて研究実践『各教科等における言語活動を重視した課題解決能力の獲得を可能とするプロジェクト学習とポートフォリオによる授業の実践事例の調査研究及び教員研修プログラムの開発---コーチング指導によるコンピテンシー育成を目指して』採択。当事業にて、札幌・千葉・岐阜・愛媛・山口・福岡で、各教育委員会とともに「確かな学力の育成・活用力・課題解決力の向上」を目的した教員研修を実施。
- 2014年より文部科学省SPH（スーパー・プロフェッショナル・ハイスクール）指定、埼玉県立常盤高等学校のプロジェクト学習のスーパーバイザーを務める。[5][6]
- 2016年　未来教育オンライン講座「意志ある学びーポートフォリオ・プロジェクト学習）」（JMOOC公認／OpenLearning, Japan）を開催。[7]
- 2017年　「小学生の学びAI活用探る／クラスメートは人型ロボット（雲南市立木次小学校）」。[8]
- 2017年　12月、南海トラフ地震など長期浸水に備え、太陽光スマホ充電器の備えを推進することを目的に高知市立昭和小学校へSHARP製移動式充電スタンド寄贈。[9]
- 2018年　4月、公益財団法人国際高等研究所（京都）「第20回けいはんなエジソンの会：AIの進化に伴う人文社会系の問題を考える」[10]にて『AI時代の教育と評価－意志ある学びプロジェクト学習・ポートフォリオ・対話 』講演 ／京都新聞、岐阜新聞、沖縄タイムスなど「総合的な学習　紙面授業」同4月 掲載、7月 ポートフォリオフォーラムにて講演、10月 文部科学省／千葉大学　地域創生COC+事業にて『新しい価値を創造するプロジェクト学習／地域と学生が共に成長する』基調講演。[11]
- 2019年　科研『パフォーマンス評価によって数学的活動の質を高める』開催。科研メンバー：神原一之（武庫川女子大学）、石井英真（京都大学）、國宗進（静岡大学名誉教授）、神山貴弥（同志社大学）、鈴木敏恵
- 2019年　埼玉県立常盤高等学校 [文部科学省指定事業SPH事業] PBLスーパーバイザー、第8回ものづくり 日本大賞審査委員（文部科学省）、石川県教育委員会「探求型学習推進事業」探求アドバイザー。
- 2020年　石川県教育委員会「探求型学習推進事業」探求アドバイザー、独立行政法人国立青少年教育振興機構「全国高校生体験活動顕彰制度委員会」評価部会委員。
- 2021年　文部科学省「新たな看護師等養成カリキュラムに対応した指導の手引き作成のための検討会」構成委員。[12]
- 2022年　文部科学省 第9回ものづくり日本大賞審査委員[13]、石川県教育委員会「探求型学習推進事業」探求アドバイザー。

未来社会や次世代教育の構想、提言ープロジェクト学習・ポートフォリオ・対話コーチング関連の著作47冊以上。

## 受賞歴
- 1990年『未来学び舎モデルスペース』で第1回インテリアプランニング賞部門特別賞受賞（主催 公益財団法人建築技術教育普及センター）
- 1992年『内なる宇宙への昇華‥TO MIND COSMOS』で第6回本郷新賞ノミネート（主催 本郷新記念札幌彫刻美術館/財団法人札幌市芸術文化財団、後援 文化庁）、吉田五十八賞ノミネート（主催 吉田五十八記念芸術振興財団）
- 1998年『愛とマルチメディアで学校革命～“未来学び舎”その計画から完成まで』で第4回日本計画行政学会計画賞特別賞受賞[14]

## 「防災教育」の設計・推進・提唱
- 2000年　文部省大臣官房『学校施設整備指針策定調査研究（小中学校編）部会委員』
- 2002年　内閣府／中央防災会議「防災に関する人材の育成・活用専門調査」委員
- 2002年　日本初の防災プロジェクト学習／高知市立大津小学校にて実施
- 2003年　著書「ポートフォリオでプロジェクト学習！地域と学校をつなぐ防災教育」教育同人社
- 2004年　岐阜市立小中学校「防災プロジェクト」指導講師
- 2005年　NHKテレビ「視点・論点」にて「命を守る防災プロジェクト学習の推進」を提案
- 2005年　ヘラルド・トリビューン紙／オピニオン欄「防災教育をはじめよう」
- 2005年　著書「未来教育ポートフォリオ／防災プロジェクト 地震からこの町を救え!」学研
- 2007年　横浜市教育委員会『防災チェックシート、小学校用、中学校用』作成協力
- 2008年　総務省消防大学校「幹部科・火災調査課」講師
- 2008年　総務省消防庁国民保護・防災部防災課『防災教育に関する懇談会』
- 2009年　文部科学省防災教育支援事業「新居浜市小中学校における防災教育」指導講師
- 2009年　国土交通省／気象庁交通政策審議会第12回気象分科会臨時委員
- 2010年　千葉県教育委員会／地域・学校防災教育セミナー『プロジェクト学習で新しい防災教育を！」
- 2010年　島根県教育委員会／防災教育実践講座(島根県立教育センター 能力開発研修)
- 2011年　西条市教育委員会「集中豪雨」教員研修　企画指導・コーチング
- 2011年　内閣府中央防災会議「災害時の避難に関する専門調査」委員
- 2011年　主催：JICA／トルコ国民教育省（教育研修局、初等中等教育局教育委員会、大学）

　　　　　　「新しい防災教育の授業設計と教員研修について」講義
- 2011年　論文：特集 災害と地域ケア ─訪問看護師に提案─ポートフォリオ活用と

　　　　　　「防災ハザードマップ」による地域連携／医学書院「訪問看護と介護」
- 2011年　主催 文部科学省・島根県教育委員会「プロジェクト学習・ポートフォリオ評価を活用した防災教育」
- 2011年　東北大学にて東日本大震災地域の高校生「未来への願い」発表への支援
- 2011年　高知市・市民防災プロジェクト「地震・津波」昭和小校区／企画指導・講師
- 2011年　論文「子どもの自律的な防災行動を育むプロジェクト学習とコーチング」慶應義塾大学出版会 | 教育と医学
- 2012年　西条市教育委員会「集中豪雨」防災教育教員研修／企画・講師
- 2012年　内閣府／中央防災会議「防災に関する人材の育成・活用専門調査会」委員
- 2017年　1月、日本経済新聞『地震訓練、塾など習い事の場所でも』インタビュー掲載
- 2017年　『大津波に備える『南海トラフに備え　長期浸水対策で移動式充電スタンド寄贈』『地震に備え太陽光充電機／元中央防災会議委員　高知市立昭和小学校（高知市）へ寄贈』（高知新聞、朝日新聞、読売新聞、産経WEBなど記事掲載／テレビ高知など夕方のニュースにて紹介）
- 2019年　共同通信 新聞オピニオン論／尾木直樹氏（教育評論家）と紙面論争「スマホ学校持ち込み（災害対応）」
- 2020年　12月、独立行政法人国立青少年教育振興機構「全国青少年教育施設所長会議」災害対応プログラム：アクティブ研修講師

## 公職歴ほか
- 理科教育及び産業教育審議会（文部科学省）委員
- 情報教育推進等に関する調査研究（文部科学省）協力者
- 電気通信審議会通信政策部会（郵政省）委員
- 次世代IT活用未来型教育研究開発会議（文部科学省・総務省）委員
- 中央防災会議（内閣府）専門委員（人材育成）
- 宇宙利用推進調査審議（文部科学省）委員
- 『学力向上施策—文部科学省/その道の達人派遣事業』（社）日本理科教育振興協会
- 島根県立看護短期大学客員教授ほか
- 中央防災会議（内閣府）専門委員（災害時の避難に関する専門調査会委員）
- 千葉大学教育学部特命教授
- 東北大学非常勤講師
- 放送大学非常勤講師（専門：心理と教育）
- 日本赤十字秋田看護大学大学院非常勤講師
- 全国高校生体験活動顕彰制度（独立行政法人国立青少年教育振興機構）委員会評価部会委員
- 新たな看護師養成カリキュラムに対応した指導の手引き作成のための検討会2021（文部科学省）

## 著作ほか
- 『マルチメディアで学校革命』小学館
- 『VHS未来教育1〜5…プロジェクト学習&ポートフォリオ』明治図書
- 『ポートフォリオで評価革命！』『ネットデイで学校革命』『鈴木敏恵の未来への提言』『ポートフォリオで進路革命！』『21世紀の高校 生きる力はITで』学事出版
- 『これじゃいけなかったの！総合的な学習』『こうだったのか！ポートフォリオ』学習研究社
- 『自分発見/プロジェクト学習/進路成功　ポートフォリオシート集&解説書』『未来教育実践モデル/メディアリテラシー/防災教育/国際理解・IT戦略/コーチング手法導入』『未来教育DVDシリーズ』教育同人社
- 『未来教育全6巻　パーソナルポートフォリオ』学習研究社
- 『ポートフォリオ評価とコーチング手法—臨床研修・臨床実習の成功手法』 医学書院
- 『目標管理はポートフォリオで成功する—モチベーションマネージメント』メディカルフレンド社
- 『看護師の実践力と課題解決力を実現する！　ポートフォリオとプロジェクト学習』 医学書院
- 『課題解決力と論理的思考力が身につくプロジェクト学習の基本と手法』教育出版
- 『未来教育　防災シリーズ書籍SP／グラッ！その瞬間どうする　避難シミュレーションで命を守る！ 新しい避難訓練とマニュアルづくり 』教育同人社
- 『未来教育　学校用シート集S／グラッ！その瞬間どうする　避難シミュレーション シート集

　　新しい避難訓練とマニュアルづくり／思考力・判断力が身につく防災教育 』教育同人社
- 『未来教育　病院・一般シート集P／グラッ！その瞬間どうする　避難シミュレーション シート集

　　新しい避難訓練とマニュアルづくり／思考力・判断力が身につく防災教育 』教育同人社
- 『キャリアストーリーをポートフォリオで実現する』日本看護協会出版会
- 産業と教育／巻頭・論説 『AI時代の教育と評価ーアクティブラーニングからアクティブシンキングへ‥‥プロジェクト学習とポートフォリオ評価』文部科学省編集協力／発行：産業教育振興中央会
- 『アクティブラーニングをこえた看護教育を実現するー与えられた学びから意志ある学びへ』医学書院
- 『AI時代の教育と評価―意志ある学びをかなえる　プロジェクト学習 ポートフォリオ 対話コーチング』2017年6月 教育出版
- 月刊誌「看護教育（医学書院）／自ら学び、生きる力を育む−ポートフォリオが照らすそれぞれのキャリア」
- 『ポートフォリオで未来の教育 次世代の教育者・指導者のテキスト』2019年8月 日本看護協会出版会
- 連載「オンラインで講義をつくる（2020～2021）」
- 共著/次の日本への教育会議『人新世を生きる君たちへ 次の日本の教育改革』2021年9月 あけび書房
- 『DXとポートフォリオで未来教育』2023年3月 日本看護協会出版会
- 『DXで意志ある学びの実現を』2023年10月 日本経済新聞全国版「私見卓見」寄稿掲載[15]